# Elaine Leighton
Elaine Leighton (* 22. Mai 1926 in New York, NY) ist eine US-amerikanische Schlagzeugerin des Modern Jazz.

## Leben und Wirken
Sie war auf der Highschool in der gleichen Klasse wie Stan Getz und Shorty Rogers.
Zu Beginn ihrer Karriere arbeitete Leighton 1949/50 bei Jackie Cain und Roy Kral. Anschließend arbeitete sie mit der von Ann Mae Winburn geleiteten Nachfolgeband der Sweethearts of Rhythm. 1953/54 spielte sie im Trio des Pianisten Carl Drinkard und begleitete mit ihm Billie Holiday. Außerdem spielte Leighton  seit 1953 im Trio der Pianistin und Sängerin Beryl Booker, u. a. auch auf deren Europa-Tournee 1954. Danach arbeitete Leighton als freiberufliche Musikerin in New York, leitete von 1957 bis 1959 ihr eigenes Trio, mit dem sie im Page Three Club konzertierte und arbeitete u. a. mit Jimmy Raney. Sie ist verheiratet mit dem Bassisten Kenny O’Brian.

## Ausgewählte Diskografie
- Beryl Booker Trio: Don Byas featuring Mary Lou Williams And Beryl Booker Trio (Vogue, 1953)
- Billie Holiday: Billie's Blues (Blue Note Records)